# Sophta concavata
Sophta concavata es una especie de polillas de la familia Erebidae. Es originario de Australia en Queensland.